# Банников, Пётр Иванович
Пётр Ива́нович Ба́нников (1904 года, город Красный Яр, Астраханская губерния — 20 августа 1944 года, село Талмаз, Молдавская ССР) — участник Великой Отечественной войны, помощник командира взвода 206-й отдельной армейской штрафной роты 46-й армии 3-го Украинского фронта, старший сержант. В бою закрыл своим телом амбразуру пулемёта.

## Биография
Родился в 1904 году в уездном городе Красный Яр. Будучи подростком, участвовал в Гражданской войне, после чего работал ответственным секретарём Красноярского уездного комитета комсомола, бухгалтером на предприятии в Астрахани. На фронт отправился добровольцем.
Призван Микояновским райвоенкоматом г. Астрахани. По другим данным, был женат вторым браком в городе Закаталы Азербайджанской ССР, призван 11 апреля 1942 года Белоканским райвоенкоматом Азербайджанской ССР. 18 ноября 1942 года помощник начальника штаба 613-го стрелкового полка 91-й стрелковой дивизии 51-й армии Сталинградского фронта техник-интендант 1-го ранга Пётр Иванович Банников был осужден военным трибуналом 91-й стрелковой дивизии на 10 лет лишения свободы и 3 года лишения прав.
Перед Ясско-Кишинёвской операцией в августе 1944 года в звании старшего сержанта находился в составе 206-й отдельной армейской штрафной роты 46-й армии. Для участия в Ясско-Кишинёвской операции рота была придана 59-й гвардейской стрелковой дивизии 31-го гвардейского стрелкового корпуса.
Погиб 20 августа 1944 года. Штрафная рота атаковала хорошо укреплённый опорный пункт румынских войск в селе Талмаз. Из одного из дзотов вёлся сильный фланговый пулемётный огонь, который мешал продвижению советских войск. Командуя отделением, старший сержант Банников приказал двум бойцам уничтожить дзот, но они были убиты. Тогда старший сержант Банников сам пополз к дзоту, но в трёх метрах от него был тяжело ранен. Теряя силы, советский воин смог подобраться ближе и закрыл своим телом амбразуру.
21 августа 1944 года в армейской газете «Герой Родины» была опубликована заметка о подвиге:

…В трёх метрах от дзота был тяжело ранен. Товарищи видели, как поникла его голова, кровь хлынула из плеча. Несколько мгновений Банников лежал без движения. И вдруг он поднялся во весь рост и одним прыжком достиг дзота. Пётр закрыл своим телом амбразуру дзота. Ценой жизни открыл товарищам путь вперед…
Похоронен в селе Талмаз. В июне 1967 года военный трибунал Одесского военного округа вынес решение о незаконной репрессии Петра Банникова и полностью реабилитировал его за отсутствием состава преступления. Долгое время подвиг был забыт и только стараниями краеведов города Тирасполя в 1980 году П. И. Банников был посмертно награждён орденом Отечественной войны 1-й степени, который был вручен семье Банникова.